# William Zabka
William Michael "Billy" Zabka (Nova Iorque, 20 de outubro de 1965) é um ator, roteirista e produtor norte-americano de origem tcheca. Ficou mundialmente conhecido pelo personagem de Johnny Lawrence, nos filmes The Karate Kid e The Karate Kid Part II.
Em 2017, voltou a atuar no papel de Johnny Lawrence no revival produzido pela Youtube Red, da série Cobra Kai, que se passa 34 anos após o filme.
Em 2004, foi indicado a um Oscar da Academia por co-roteirizar e produzir um curta de ficção, chamado Most.

## Biografia
Zabka nasceu na cidade de Nova Iorque, em 1965. É filho de Nancy (Heimert) Zabka, empresária, produtora e assistente de produção, e de Stanley William Zabka, diretor compositor e escritor. Zabka tem ainda um irmão e uma irmã. Seu pai foi diretor assistente do The Tonight Show Starring Johnny Carson nos primeiros dois anos e trabalhou como produtor de vários filmes, incluindo Forced Vengeance (1982), com Chuck Norris.

## Carreira
Sua estreia como ator foi no filme The Karate Kid (1984), onde interpretou seu personagem mais famoso, o jovem lutador de caratê, Johnny Lawrence, o principal antagonista do herói, interpretado por Ralph Macchio. Na época ele não tinha nenhum treino em caratê, mas era lutador de luta livre. Por sua atuação como o carateca, Zabka aprendeu a lutar Tang Soo Do, tornando-se faixa verde de segundo grau na modalidade.
Na década de 1980, Zabka estrelou nas comédias Just One of the Guys (1985) e Back to School (1986). Foi co-protagonista de uma série de televisão, pelo canal CBS, The Equalizer, como filho do personagem título, entre 1986 e 1989. Interpretou Jack, National Lampoon's European Vacation (1985), mas daí em diante, ele tentou se afastar do estereótipo do valentão abusador. O ator chegou a comentar em uma entrevista que era xingado por pessoas na rua por conta de seus personagens vilanescos.
Na década de 1990 e 2000, Zabka atuou principalmente em filmes independentes enquanto estudava para ser cineasta. Em 2003, escreveu e produziu um curta, Most, filmado na Chéquia e na Polônia. Most estreou no Festival Sundance de Cinema de 2003 e ganhou vários prêmios como o Melhor Curta do Festival Internacional de Cinema de Palm Springs, de 2003. Em 2004, ele foi indicado a Melhor Curta no Oscar da Academia.
Em 2007, Zabka dirigiu e estrelou um videoclipe para a banda No More Kings, para a música "Sweep the Leg". Em 2013, junto de Ralph Macchio, Zabka participou do episódio "The Bro Mitzvah", da oitava temporada de How I Met Your Mother e participou de vários episódios da mesma série na temporada seguinte. Zabka também dirigiu vários comerciais para a TV.
Em 4 de agosto de 2017, saiu o anúncio de que Zabka reprisaria seu papel de Johnny Lawrence na série Cobra Kai, um revival de 10 episódios de Karate Kid para o YouTube Premium, que estreou em 2018. Ele também é co-produtor da série, junto de Ralph Macchio. Trinta e quatro anos se passaram desde os eventos do primeiro filme e Johnny tenta reconstruir sua vida, reabrindo o dojô de caratê, com o nome de Cobra Kai. Isso reacende a rivalidade entre ele e Daniel LaRusso (Macchio), que resolve reabrir o dojô do Senhor Miyagi. Para se preparar para o papel de Johnny, Zabka precisou perder 10 kg.

## Filmografia
| Filmes    | Filmes                                  | Filmes                                               | Filmes                                                                                  |  |
| Ano       | Filme                                   | Papel                                                | Notas                                                                                   |  |
| --------- | --------------------------------------- | ---------------------------------------------------- | --------------------------------------------------------------------------------------- |  |
| 1984      | The Karate Kid                          | Johnny Lawrence                                      |                                                                                         |  |
| 1985      | Just One of the Guys                    | Greg Tolan                                           |                                                                                         |  |
| 1985      | National Lampoon's European Vacation    | Jack                                                 |                                                                                         |  |
| 1986      | Back to School                          | Chas Osborne                                         |                                                                                         |  |
| 1986      | The Karate Kid Part II                  | Johnny Lawrence                                      |                                                                                         |  |
| 1988      | A Tiger's Tale                          | Randy                                                |                                                                                         |  |
| 1989      | The Karate Kid Part III                 | Johnny Lawrence                                      | imagem de arquivo                                                                       |  |
| 1991      | For Parents Only                        | Ted                                                  | Título alternativo: Mean Parents Suck                                                   |  |
| 1992      | Shootfighter: Fight to the Death        | Ruben                                                | Título alternativo: Shootfighter                                                        |  |
| 1994      | Unlawful Passage                        | Howie                                                |                                                                                         |  |
| 1995      | Shootfighter II                         | Ruben                                                |                                                                                         |  |
| 1995      | The Power Within                        | Raymond Vonn                                         | Título alternativo: Power Man                                                           |  |
| 1997      | High Voltage                            | Bulldog                                              |                                                                                         |  |
| 1999      | Interceptors                            | Dave                                                 | Título alternativo: Interceptor Force Predator 3: Intercepters The Last Line of Defence |  |
| 2000      | Falcon Down                             | Security Guard John                                  |                                                                                         |  |
| 2001      | Ablaze                                  | Curt Peters                                          |                                                                                         |  |
| 2001      | Mindstorm                               | Rojack                                               | Títulos alternativos: Artificial Telepathy Project: Human Weapon                        |  |
| 2002      | Gale Force                              | Rance                                                |                                                                                         |  |
| 2002      | Hyper Sonic                             | The Executive                                        |                                                                                         |  |
| 2002      | Landspeed                               | Bob Bailey                                           |                                                                                         |  |
| 2002      | Dark Descent                            | Marty (Opening credits only)                         | Título alternativo: Descent Into Darkness                                               |  |
| 2002      | Antibody                                | Otto Emmerick                                        |                                                                                         |  |
| 2003      | Most                                    | -                                                    | Título alternativo: The Bridge, screenwriter & producer                                 |  |
| 2004      | Roomies                                 | Slick Salesman                                       | Título alternativo: Wild Roomies                                                        |  |
| 2007      | Smiley Face                             | Guarda da prisão                                     |                                                                                         |  |
| 2007      | Cake: A Wedding Story                   | Sam                                                  | Título alternativo: Cake: A Wedding Comedy                                              |  |
| 2007      | Starting from Scratch                   | Bill Bowman                                          |                                                                                         |  |
| 2010      | Hot Tub Time Machine                    | Rick Steelman                                        |                                                                                         |  |
| 2010      | Mean Parents Suck                       | Detetive Ted Clement                                 |                                                                                         |  |
| 2014      | Where Hope Grows                        | Milton Malcolm                                       |                                                                                         |  |
| 2015      | The Dog Who Saved Summer                | Officer Johnny                                       |                                                                                         |  |
| 2016      | The Man in the Silo                     | Kevin                                                |                                                                                         |  |
| Televisão |                                         |                                                      |                                                                                         |  |
| Ano       | Título                                  | Papel                                                | Notas                                                                                   |  |
| 1983      | The Greatest American Hero              | Clarence Mortner Jr.                                 | 1 episódio                                                                              |  |
| 1984      | Gimme a Break!                          | Jeffery                                              | 1 episódio                                                                              |  |
| 1984      | CBS Schoolbreak Special                 | Rick Peterson                                        | 1 episódio                                                                              |  |
| 1984–1985 | E/R                                     | Druggie Kid/Thief                                    | 1 episódio                                                                              |  |
| 1985–1989 | The Equalizer                           | Scott McCall                                         | 9 episódio s                                                                            |  |
| 1996      | To the Ends of Time                     | Alexander                                            | filme para a televisão                                                                  |  |
| 2000      | Epoch                                   | Joe                                                  | filme para a televisão                                                                  |  |
| 2000      | Python                                  | Greg Larsen                                          | filme para a televisão                                                                  |  |
| 2002      | Python II                               | Greg Larsen                                          | filme para a TV, creditado como Billy Zabka                                             |  |
| 2013      | Robot Chicken                           | Johnny Lawrence, Colonel Steven Shay, Werewolf (voz) | convidado, temporada 6, episódio 15, "Caffeine-Induced Aneurysm"                        |  |
| 2013–2014 | How I Met Your Mother                   | Clown/Himself                                        | convidado                                                                               |  |
| 2014      | Psych                                   | Coach Bagg                                           | convidado                                                                               |  |
| 2015      | Gortimer Gibbon's Life on Normal Street | Sensei Jeff                                          | convidado, temporada 2, episódio 9, "Stanley and the Tattoo of Tall Tales"              |  |
| 2018–2025 | Cobra Kai                               | Johnny Lawrence                                      | também como produtor executivo                                                          |  |